# Погорільці (Черкаський район)
Погорі́льці — українське село у Черкаському районі Черкаської області, підпорядковане Чигиринській міській громаді. Населення — 146 чоловік.
На північному заході село сусідить з селом Трушівці, на південному сході з селом Красносілля, на заході з селами Медведівка і Зам'ятниця.

## Історія
Село виникло у другій половині 18 століття. Воно будувалося на краю дубового лісу, де стояли кошем гайдамаки. За наказом російської імператриці Катерини ІІ цей ліс спалили, а поселення під лісом стало називатися Погорільці. Знищення лісу відкрило шлях рухомим піскам, які засипали русло Ірдинки.
Селяни переважно займалися землеробством, ходили на заробітки в Херсонську губернію, займалися чумацьким промислом.

## Населення

### Мова
Розподіл населення за рідною мовою за даними перепису 2001 року:
| Мова       | Відсоток |
| ---------- | -------- |
| українська | 97,26%   |
| російська  | 2,74%    |

## Публікації
- Солодар О. Розсошенці, Мордва [Красносілля], Погорільці: [Історія сіл] //Чигирин. вісті. — 1997. — 23 лип.